# Sibylle de Saxe
 (décembre 2022).
Sibylle de Saxe est une princesse de la branche albertine de la maison de Wettin née le 2 mai 1515 à Freiberg et morte le 18 juillet 1592 à Buxtehude. Elle est duchesse consort de Saxe-Lauenbourg par son mariage avec le duc François Ier de Saxe-Lauenbourg.

## Biographie
Sibylle est l'aînée des enfants du duc Henri IV de Saxe (1473-1541) de son mariage avec Catherine de Mecklembourg (1487-1561), fille du duc Magnus II de Mecklembourg.
Elle épouse le 8 février 1540 à Dresde le duc François Ier de Saxe-Lauenbourg (1510-1581). Ce mariage est important politiquement pour le frère de Sibylle, Maurice, au cours de la guerre de Smalkalde, mais il s'avère malheureux et François accuse Sibylle d'actes « vindicatifs et sans amour ». Les deux époux se réconcilient quelques années plus tard. En 1552, Sibylle demande à son frère Maurice d'aider financièrement son mari de sorte qu'il puisse racheter une partie des biens et des villages de Lübeck.
En 1588, la duchesse initie un procès en sorcellerie contre Gisèle von Tschammer, la maîtresse de son fils Maurice.
Sibylle meurt en 1592 à Buxtehude. Elle est enterrée dans la cathédrale de Ratzebourg.

## Descendance
De son mariage avec François, Sibylle a les enfants suivants:
- Albert (1542-1544) ;
- Dorothée (1543-1586), mariée à Wolfgang de Brunswick-Grubenhagen ;
- Magnus II (1543-1603), duc de Saxe-Lauenbourg ;
- Ursule (de) (1545-1620), mariée en 1569 à Henri de Brunswick-Dannenberg ;
- François II (1547-1619), duc de Saxe-Lauenbourg ;
- Henri (1550-1585), prince-archevêque de Brême, prince-évêque d'Osnabrück et Paderborn ;
- Maurice (1551-1612), duc de Saxe-Lauenbourg ;
- Sidonie-Catherine (morte en 1594), mariée en 1567 à Venceslas III Adam de Cieszyn, puis en 1586 à Emmerich III Forgach, comte du duché de Teschen ;
- Frédéric (1554-1586), chanoine à la cathédrale de Cologne et à la cathédrale Saint-Pierre de Brême.